# Two Point Hospital
Two Point Hospital es un juego de simulación empresarial de 2018 desarrollado por Two Point Studios y publicado por Sega para Linux, macOS y Windows. Las versiones de consola para Nintendo Switch, PlayStation 4 y Xbox One se lanzaron en febrero de 2020. Una versión para Amazon Luna estuvo disponible en noviembre de 2020. El juego fue diseñado y desarrollado por algunos de los creadores de Theme Hospital , incluidos Mark Webley y Gary Carr .
A las pocas semanas de su lanzamiento, Two Point Hospital era el segundo juego más descargado en las listas de ventas de Europa, Oriente Medio, África y Australia. El juego fue recibido positivamente por la crítica, obteniendo elogios por su estilo, humor y su fidelidad a la estética de Theme Hospital, pero criticado por su repetitividad y diseño de sala. El juego recibió siete actualizaciones importantes como contenido descargable después de su lanzamiento, que agregaron regiones y enfermedades para curar, así como cuatro paquetes de elementos. Un sucesor, Two Point Campus se lanzó en 2022.

## Jugabilidad
Two Point Hospital presenta un estilo de juego similar al de Theme Hospital. Los jugadores asumen el papel de un administrador de hospital encargado de construir y mantener un hospital. Las tareas incluyen la construcción de habitaciones y servicios que satisfagan las necesidades (como el hambre y la sed) de los pacientes y el personal (como baños, salas de personal, mostradores de recepción, cafeterías, asientos y máquinas expendedoras),  ampliar el hospital a nuevas parcelas, contratar y gestionar médicos, enfermeras, conserjes y asistentes para el mantenimiento del hospital; y lidiar con una variedad de enfermedades cómicas. El jugador puede administrar varios hospitales, cada uno con sus propios objetivos de diseño. Two Point Hospital presenta condiciones únicas y cómicas como "Mareo" (tener una bombilla por cabeza), "Pandemia" (tener una sartén en la cabeza), "Estrella simulada" (los pacientes son imitadores de Freddie Mercury) y "Magnetismo animal" (tener animales pegados al cuerpo del paciente). Cuando los pacientes mueren, a veces se convierten en fantasmas, que perturban el hospital aterrorizando a los pacientes y al personal. Sólo los conserjes con la habilidad Captura de fantasmas pueden eliminarlos.
El proceso de diagnóstico de los pacientes comienza en el consultorio del médico de cabecera antes de enviarlos para un diagnóstico adicional a otras salas y, finalmente, para recibir tratamiento. De vez en cuando, puede ocurrir una afluencia de pacientes con una enfermedad específica. En niveles posteriores, los jugadores pueden experimentar epidemias, durante las cuales una enfermedad infecciosa se propaga por todo el hospital. Los jugadores reciben una cierta cantidad de vacunas para inocular a los pacientes, y hay una recompensa si todos los pacientes infectados son inmunizados. De lo contrario, la reputación del jugador (una calificación de desempeño que afecta las posibilidades de que lleguen nuevos pacientes) se ve empañada. Cada año de juego, hay una ceremonia de premiación en la que el jugador recibe recompensas basadas en el desempeño. Ejemplos de objetivos incluyen: hacer que el hospital sea lo suficientemente atractivo y encontrar curas para ciertas enfermedades, aunque el objetivo general es curar a tantos pacientes como sea posible. La finalización de desafíos y otras tareas otorga "Kudosh", una moneda que se puede usar para desbloquear elementos que se pueden colocar dentro de habitaciones y pasillos. Los jugadores pueden investigar salas y mejoras de máquinas en la sala de investigación.
Los elementos recientemente introducidos incluyen calificaciones de estrellas, niveles hospitalarios y prestigio de la habitación. Si el jugador sigue adelante, puede regresar al hospital en cualquier momento. Los niveles hospitalarios están determinados por el número de habitaciones y personal que tiene un hospital: aumentar el nivel atrae a más pacientes y personal capacitado.  El prestigio de una sala se ve afectado por su tamaño y ornamentación, y cuanto mayor sea el nivel de prestigio de una sala, más feliz estará el personal dentro de ella (si el personal se siente infeliz, puede renunciar).
La formación del personal es más compleja que en el Hospital Temático ; todo el personal, no sólo los médicos, puede aprender y recibir calificaciones que les otorguen habilidades o mejoren su capacidad en un determinado departamento. Por ejemplo, la habilidad de médico general mejora la habilidad de un médico en el consultorio del médico de cabecera. Además, el personal tiene personalidades y especializaciones que afectan su desempeño laboral. Los asistentes pueden ejecutar programas de marketing para atraer pacientes con una determinada enfermedad o personal con determinadas habilidades.
El juego presenta tablas de clasificación en línea, junto con modos multijugador cooperativo y competitivo. Una actualización lanzada en octubre de 2018 agregó un modo sandbox. La compatibilidad con Steam Workshop se agregó en febrero de 2019, lo que brinda a los jugadores la posibilidad de personalizar las imágenes, las paredes y los pisos del hospital, ya sea usando archivos de imágenes de la computadora del jugador o descargando elementos de otros jugadores. En abril de 2019, la actualización "Superbug Initiative" agregó desafíos comunitarios cooperativos, con numerosos objetivos a lo largo del sistema de progresión. La comunidad que completa estos objetivos trabaja en conjunto para lograr contenido único en el juego como recompensa. La actualización agregó la capacidad de personalizar la banda sonora del juego.

## Desarrollo
Two Point Hospital es una secuela espiritual de Theme Hospital, un juego de simulación de 1997 desarrollado por Bullfrog Productions y lanzado por Electronic Arts. El juego fue desarrollado utilizando el motor Unity. Entre los involucrados en el desarrollo de ambos juegos se encontraban el productor de Theme Hospital, Mark Webley, el artista principal de Theme Hospital, Gary Carr y el compositor de Theme Hospital, Russell Shaw. Theme Hospital siguió a Theme Park, también desarrollado por Bullfrog, y había planes para ampliar la gama de juegos de simulación temáticos. Después del lanzamiento de Theme Hospital, Webley dejó Bullfrog para fundar Lionhead Studios con Peter Molyneux.
El momento de un juego al estilo Theme Hospital era apropiado: el director de arte Mark Smart dijo que hacer un juego de simulación de hospital "se sentía bien" y que había "mucho amor por Theme Hospital ", mientras que el cofundador del estudio y director técnico Ben Hymers dijo que los jugadores llevaban años queriendo una secuela de Theme Hospital .Según Webley y Carr, Two Point Hospital es un juego nuevo, en lugar de una reaplicación de nuevos activos a un juego existente. 
Para producir el juego, Webley y Carr consideraron algunos enfoques antes de firmar con Sega. Originalmente consideraron financiar colectivamente el desarrollo a través de Kickstarter. Sin embargo, poco después descubrieron que el desarrollo de videojuegos a través de Kickstarter estaba decayendo y decidieron que este enfoque era demasiado arriesgado.  Consideraron adoptar un enfoque de acceso temprano. Hymers sugirió que se acercaran a Sega como editor, lo cual fue fortuito porque Sega quería expandir su perfil con juegos similares a Theme Hospital.  Mientras estaban en negociaciones con Sega, seleccionaron varios desarrolladores de Lionhead Studios para ayudar con el desarrollo de Two Point Hospital. Sin embargo, Microsoft cerró Lionhead en abril de 2016 antes de que se completara el acuerdo con Sega y tuvieron que elegir rápidamente a su personal con fondos limitados.

### Sonido
Los efectos de sonido fueron creados por Tom Puttick y Phil French de Cedar Studios (con Shaw como director de audio) utilizando un preamplificador Audient ASP880, lo que facilitó la conversión de la configuración de dos canales a una configuración de 10 canales. Two Point Studios le dio a Cedar Studios un resumen de la música que les permitió crear "música de ascensor con una sensación de máquina de discos". Se grabaron efectos de sonido ambiental de árboles en Guildford, Surrey, sonidos de ríos en Escocia y olas en una playa de España.
Su intención original era crear ellos mismos todos los efectos de sonido y no utilizar ninguna muestra, pero cambiaron de opinión cuando vieron las máquinas (que diagnostican o tratan a los pacientes) en el juego. Muchos de los sonidos que crearon originalmente sonaban demasiado realistas; por ejemplo, el cubismo (una enfermedad que hace que el cuerpo del paciente se convierta en un conjunto de cubos)  sonaba "un poco sangriento" y se cambió para hacerlo más burbujeante.  Para la interfaz de usuario , Puttick y French utilizaron originalmente sonidos del mundo real.  Una de las partes más difíciles de la implementación del sonido fue hacer que las máquinas sonaran igual en las tres velocidades del juego.
Según French, el proceso de creación de los sonidos fue "extraño"; incluía ver animaciones y "observar todo lo que pudiera producir un sonido" en un esfuerzo por descubrir cómo recrear esos sonidos. Por ejemplo, los franceses utilizaron un paraguas, unas pajitas y una bebida de yogur para crear los sonidos de la cromoterapia (una enfermedad que provoca que los pacientes se pongan grises y requiere que se les vuelva a colorear). French afirmó que el proceso de composición comenzó con un riff de guitarra o piano junto con elementos de percusión (que incluían bongos y claves ). Grabaron muchos sonidos propios en el estudio; por ejemplo, French hizo su propio instrumento utilizando tubos de baño de PVC,  del que se tomaron muestras para poder tocarlo en un teclado.
Las voces en off del DJ fueron grabadas con el actor de doblaje Marc Silk en su estudio. Luego, las voces en off se enviaron a Cedar Studios, y Puttick y French las revisaron y eligieron las mejores para incluirlas en el juego. Debido a la presencia de un DJ de radio, Two Point Studios no quería que las canciones tuvieran voces. Para uno de los anuncios de radio, se contrató a la cantante Sophie Worsley para cantar la letra cantada por la estrella del pop del juego. Las voces de los megafonía se grabaron en Cedar Studios, y Puttick y French agregaron el efecto de megafonía.

## Lanzamiento
Two Point Hospital se anunció el 16 de enero de 2018 en un breve video de YouTube que muestra las imágenes del juego y el estilo cómico, y muestra a un paciente que sufre de aturdimiento. Edge comparó el papel de esta enfermedad en el marketing del juego con el de Bloaty Head de Theme Hospital, que fue descrito como su "enfermedad cartel".
La primera visualización pública de Two Point Hospital se llevó a cabo en el evento PC Gamer Weekender el 17 de febrero de 2018. La demostración del juego exploró la interfaz de usuario del juego y su cámara giratoria, que no estaba presente en Theme Hospital. El editor del juego anunció una posible fecha de lanzamiento en agosto de 2018. El panel discutió algunas de las nuevas dolencias que se incluirían en el juego, confirmando una que convierte al paciente en una momia. En una vista previa de GamesTM, Smart afirmó que la enfermedad más cercana en el juego a una real es Hurty Leg, que describió como "casi como alguien enyesado". El desarrollador Two Point Studios anunció en un boletín que los suscriptores recibirían un "boleto dorado" que permitiría al jugador descargar un "inodoro dorado" dentro del juego.
En julio de 2018, Steam comenzó a aceptar pedidos anticipados del juego, que se lanzó el 30 de agosto de 2018, para Linux, macOS y Windows. El 2 de septiembre de 2018, Two Point Hospital fue el segundo juego más descargado en Europa, Oriente Medio, África y Australia. El 23 de octubre de 2018 se lanzó un parche de Halloween, que introdujo una banda sonora "más espeluznante", nuevas líneas de DJ, una intervención nocturna y la enfermedad del "miedo". Una actualización gratuita en marzo de 2019 agregó objetos decorativos basados en otras series de juegos en Steam, incluidas Total War: Three Kingdoms, Endless Space, Football Manager y Half-Life 2.
El primer contenido descargable de pago del juego, "Bigfoot", se lanzó el 5 de diciembre de 2018. Agrega escenarios hospitalarios adicionales ambientados en áreas nevadas y una serie de enfermedades a curar relacionadas con el escenario, entre otras mejoras. El 18 de marzo de 2019, se lanzó el complemento "Pebberley Island". Está ambientada en una isla tropical y suma 34 enfermedades. La tercera expansión, "Close Encounters", lanzada el 29 de agosto de 2019, agrega elementos de ciencia ficción como extraterrestres y el misterioso "Chasm 24". La cuarta expansión, "Off the Grid", se lanzó el 25 de marzo de 2020 y agrega dolencias y elementos relacionados con las plantas con un enfoque en el respeto al medio ambiente. "Culture Shock", estrenado en octubre de 2020, introdujo los hospitales en entornos culturales como un estudio de cine, que, además de curar a pacientes con enfermedades, deberá ayudar a crear un drama médico televisivo. "A Stitch in Time", publicado en febrero de 2021, agregó entornos hospitalarios en diferentes épocas junto con condiciones médicas específicas de esos períodos.
Sega anunció en julio de 2019 que el juego se llevará a las consolas Nintendo Switch, PlayStation 4 y Xbox One, con todas las actualizaciones posteriores al lanzamiento que se agregarán a la versión para computadora personal, incluida la expansión "Bigfoot", en algún momento más adelante en 2019. El lanzamiento para consolas se retrasó hasta el 25 de febrero de 2020, y los desarrolladores intentaron implementar mejor el juego para sistemas de consola. Un lanzamiento de la edición Jumbo para consolas, que incluye todos los DLC anteriores y los paquetes "Off the Grid" y "Close Encounters", lanzado el 5 de marzo de 2021. El juego se lanzó para Amazon Luna el 19 de noviembre de 2020.

## Recepción
Two Point Hospital fue recibido positivamente por la crítica. El sitio web de agregación de reseñas Metacritic recoge que el juego obtuvo "críticas generalmente favorables".
Los críticos lo valoraron positivamente sobre todo en comparación con Theme Hospital y muchos elogiaron su valor nostálgico y las mejoras. Rachel Weber de GamesRadar+ se mostró positiva sobre el uso de la nostalgia en el juego, afirmando que el juego había "tomado el hueso de la risa" del original y lo había trasplantado a Two Point Hospital. Ben Reeves de Game Informer pensó que Two Point Studios había hecho "un trabajo notable reviviendo Theme Hospital ". GamesMaster describió a Two Point Hospital como "la cura perfecta" para la "insuficiencia de Bullfrog" y dijo que es precisamente lo que los fanáticos de Theme Hospital querían que fuera. Incluso antes del lanzamiento, Dominic Tarason de Rock, Paper, Shotgun describió Two Point Hospital como "Theme Hospital 2 en todo menos el nombre",  una opinión compartida por Rick Lane y GamesTM de Bit-Tech. Similar a la reseña de Edge, Johnny Chiodini de Eurogamer,  y Jacob Bukacek de Hardcore Gamer mantuvieron opiniones similares. Otros críticos que notaron la similitud con Theme Hospital incluyen Jeuxvideo.com y James Ide del Daily Mirror.
El humor del juego fue ampliamente elogiado por la crítica.El periódico británico Metro consideró el "guion divertido y el humor visual" de Two Point Hospital como una de sus mejores características, calificándolo de "entrañable". Nic Reuben de Rock, Paper, Shotgun también comentó sobre el humor del juego y escribió: "no es que algún elemento individual sea desternillante, es más bien un escenario de infinitos padres contando infinitos chistes. Sencillamente, es reconfortante, gracioso y agradable..." James Swinbanks de GameSpot y Rachel Weber de GamesRadar+ se hizo eco de estos sentimientos y elogió el sentido del humor británico del juego. GamesTM creía que el humor fue tomado de Bullfrog y elogió el equilibrio, diciendo que el juego no "se esfuerza demasiado" y se mantiene alegre. Steven Asarch de la revista estadounidense Newsweek expresó este sentimiento y elogió el "sentido del humor enfermizo y depravado" del juego.
A Chris Jarrard de Shacknews le gustaron los efectos de sonido y le pareció que la "espectacular" emisora de radio del juego contribuye a poner Two Point Hospital a la par con otos juegos de Bullfrog. José Cabrera de IGN Spain valoró positivamente el gameplay, se refirió al juego como "divertido y desenfadado" y, al igual que Asarch, elogió lo adictivo que resulta. Cabrera también aseguró que el simulador tiene un "equilibrio perfecto". Para TJ Hafer, Two Point Hospital "revitaliza el género de simulación de gestión". Fraser Brown de la revista PC Gamer coincidió con Hafer y dijo que Two Point Hospital es un "simulador de gestión genial, independientemente de la nostalgia".
Pero también hubo críticas sobre el parecido con Theme Hospital. GamesTM creyó que Two Point Hospital es demasiado similar a Theme Hospital y dijo que se podría haber hecho más para distanciarse de él. El diseño de salas también recibió críticas. A Jarrard le pareció que la colocación de artículos y la construcción de hospitales pueden ser "increíblemente frustrantes" cuando uno no está acostumbrado. Además, afirmó que creía que algunos tipos de salas no estaban completamente pensados y que incorporarlos al hospital no es fácil. A Reeves no le gustó tener que construir un hospital desde cero cuando se mudaba a uno nuevo. Otras críticas se dirigieron a la repetición del juego, la falta de una función para copiar salas,  y la falta de un modo sandbox.
La versión para PC del juego vendió 1 millón de unidades. El juego ganó el premio "Editor's Choice" de PC Gamer UK y Game Revolution. Polygon también otorgó a Two Point Hospital su insignia Polygon Recommends. Two Point Hospital ocupó el puesto número seis en la lista de "Mejores juegos de 2018" de Bit-Tech. En 2020, Rock, Paper, Shotgun lo calificó en el puesto número 6 entre sus mejores juegos de gestión para PC.